# 血のバレンタイン (映画)
『血のバレンタイン』（ちのバレンタイン、原題：My Bloody Valentine）は、1981年制作のカナダのホラー映画。本国カナダとアメリカでは残酷シーンがカットされたものを公開、日本のみ完全版で上映された。

## あらすじ
アメリカ東部の小さな炭鉱町・ハニガー。この町で20年前の2月14日、バレンタインデーの夜に世にも恐ろしい事件が起きた。
町の人々がバレンタイン・パーティーを祝っている頃、2人の鉱夫が作業を切り上げてパーティーに向かったが、その際、鉱内のメタンガスの量を調査し忘れたため、鉱内で爆発事故が起き、数人の鉱夫が生き埋めになってしまった。
6週間にわたる救出作業の結果、ハリー・ウォーデンという鉱夫1人だけが救出されたが、彼は生き延びるために同僚の肉を食べており、完全に気が狂っていた。1年後、ハリーは精神病院から脱走し、バレンタインデーの夜、鉱山服に身を包み、爆発事故の原因を作った2人の鉱夫をつるはしで殺害、彼らの心臓をハート型のキャンデー箱に入れて、“二度とバレンタインデーを祝うな”という警告を残して姿を消した。この事件によって、ハニガーの町ではバレンタインデーを祝うことをやめてしまった。
それから20年の月日が流れ、事件を知らない若者たちの手でバレンタイン・パーティーが復活したが、それと同時に鉱山服に身を包んだ謎の人物が現れ、殺戮を開始する。果たして、それは戻ってきたハリー・ウォーデンなのであろうか…。
一方、バレンタイン・パーティーを楽しんでいたT.J.やサラなどの若者達は、成り行きから爆発事故が起きた炭鉱に肝試しに行く事になるが、そこに鉱山服に身を包んだ謎の人物が現れ、彼らを次々と血祭りに上げていく。

## キャスト
| 役名                 | 俳優                       | 日本語吹替                                                 |
| 役名                 | 俳優                       | フジテレビ版                                               |
| -------------------- | -------------------------- | ---------------------------------------------------------- |
| T.J.                 | ポール・ケルマン           | 志垣太郎                                                   |
| サラ                 | ロリー・ハリアー           | 弥永和子                                                   |
| アクセル             | ニール・アフレック         | 池田秀一                                                   |
| ニュービー警察署長   | ドン・フランクス           | 坂口芳貞                                                   |
| ホリス               | キース・ナイト             | 玄田哲章                                                   |
| ハワード             | アルフ・ハンフリーズ       | 野島昭生                                                   |
| パティ               | シンシア・デイル           | 小山茉美                                                   |
| シルヴィア           | ヘレン・アディ             | 高島雅羅                                                   |
| メイベル             | パトリシア・ハミルトン     | 島美弥子                                                   |
| トミー               | ジム・マーチソン           | 喜多川拓郎                                                 |
| ハニガー市長         | ラリー・レイノルズ         | 大木民夫                                                   |
| ハッピー             | ジャック・ヴァン・エヴェラ | 上田志好                                                   |
| デイブ               | カール・マロッテ           |                                                            |
| ハリー・ウォーデン   | ピーター・カウパー         |                                                            |
| その他               | N/A                        | 谷口節 大塚芳忠 上山則子 巴菁子 竹村拓 佐々木優子 加藤正之 |
| 日本語版制作スタッフ |                            |                                                            |
| 演出                 | 演出                       | 河村常平                                                   |
| 翻訳                 | 翻訳                       | 平田勝茂                                                   |
| 調整                 | 調整                       | 荒井孝                                                     |
| 制作                 | 制作                       | 東北新社                                                   |
| 解説                 | 解説                       | 高島忠夫                                                   |
| 初回放送             | 初回放送                   | 1986年2月8日 『ゴールデン洋画劇場』                        |

- 日本語吹替はスティングレイより発売の「超・特別版BD」に収録

## スタッフ
- 監督 - ジョージ・ミハルカ（英語版）
- 製作 - ジョン・ダニング、アンドレ・リンク、スティーヴン・ミラー
- 脚本 - ジョン・ビアード
- 原案 - スティーヴン・ミラー
- 音楽 - ポール・ザザ（英語版）
- 主題歌 - ジョン・マクダーモット（英語版）
- 撮影 - ロドニー・ギボンズ
- 編集 - ジェラルド・ヴァンシエ、リット・ウォリス
- 特殊メイク - トム・バーマン（英語版）、ケン・ディアス（英語版）
- 字幕監修 - 戸田奈津子

## 製作
ジョージ・ミハルカが監督した小規模なインディペンデント映画のティーン・コメディ「Pick-up Summer」がカナダと米国で好成績を収めたことから、ジョン・ダニングとアンドレ・リンクが率いるシネピクス・プロダクションズから2本の映画契約の誘いを受けた。シネピクスは『シーバース/人喰い生物の島』や『ラビッド』など、デヴィッド・クローネンバーグ監督の初期の長編ホラー映画を製作した会社であった。本来、契約の2本はどちらもコメディ映画の企画だったが、1本目の製作が難航。ダニングはミハルカに、スティーヴン・ミラーが構想したホラー映画のプロットを見せ、これに興味があるか打診した。
当時、『13日の金曜日』のヒットを受けて作られていた多くのスラッシャー映画の亜流作品に比べ、興味深い内容になりそうだったことからミハルカはこの企画を承諾。ダニングは脚本家にジョン・ビアードを招いた。数か月以内に撮影に取りかからなければならない切迫したスケジュールの中、ビアードは驚くべきスピードでシナリオを書きあげ、そのプロフェッショナル魂はミハルカを驚かせた。
エンドクレジットに流れる物悲しい主題歌『ハリー・ウォーデンのバラード』を歌唱しているのは、スコットランド系カナダ人のテノール歌手、ジョン・マクダーモット。マクダーモットは2021年のポッドキャストのインタビュー内で、本作の音楽を担当したポール・ザザとは家族ぐるみの付き合いがあったため、学校を卒業したばかりで主題歌を唄う機会が与えられたと話している。

## 撮影
撮影は1980年9月にカナダのノバスコシア州にあるシドニー鉱山で始まった。脚本では、かつて鉱山として栄えていた町が舞台になっていたが、この当時シドニー鉱山は閉鎖され、経済が悪化して町全体がくすんだ雰囲気だったことからロケーションに合っていると判断されたのだ。しかしシドニー鉱山の町は、小さな土産物店1件を除き、埃っぽく殺風景であまりにも寒々しすぎることから、スタッフは75,000ドルを費やして町のリペイントを行なうことになった。当初『血のバレンタイン』の製作費は200万ドルを予定していたため、町の見栄えを良くするためだけに、既に予算を大幅に上回ってしまった。町の人々はホラー映画の撮影隊が来ていることを理解し、とても歓迎してくれていたという。店先の赤いハートの飾りつけなどはスタッフが行なったが、住人たちも協力的で、喜んで手伝ってくれた。
困難を極めたのは鉱山の撮影で、実際に炭鉱夫たちが使用していたエレベーターで降りなければならず、地下900メートルの最深部まで下降するのに15分も要した。エレベーターは２機あったが、どちらも12人しか乗れない物で、スタッフ全員を地下に下ろすだけで時間もかかった。

## 削除シーンの復元
本作はアメリカの映画審査機関MPAAから、過剰なバイオレンスと残虐性があるという理由で9分のカットを命じられた。監督のミハルカは、検閲の問題がなければ『血のバレンタイン』は、このジャンルで史上最高の興行収入をあげた映画のひとつになったはずだとインタビューで明かした。続けて、公開版に血はほとんど残らなかったものの、この映画に関わった多くの才能ある俳優たちの功績で、良い印象の残る映画になり得たと自己評価している。
『血のバレンタイン』のノーカット版は30年近く完全な形で観ることができず、2002年に初めて北米でDVD化されたパラマウントのソフトは残酷描写がカットされたバージョンだったため、削除シーンはもう失われたと見なされていた。のちに映画配給会社ライオンズゲートが、本作のリメイク版『ブラッディ・バレンタイン3D』を製作する際、オリジナル版のホームビデオ化権を獲得し、ようやく2009年に削除部分を復元したDVDとBlu-rayをリリースした。
このBlu-ray/DVD発売当時（2009年）、ミハルカ監督はCOMINGSOON.netのインタビューに対し、「MPAAによって映画はコマ単位まで切り刻まれ、私たちも多くの傷を負ったが、このバージョンをリリース出来るところまで漕ぎ付けられたのは、『血のバレンタイン』を長年応援してくれたファンのおかげだ。非常にホッとした」とコメントした。また、6年前にディレクターズ・カット版の製作を依頼され、保管庫を調べたところ「当時のネガはすべて腐食したか、消滅していることがわかりました」と明かした。そのため、2009年版Blu-rayが必ずしも削除部分を総て補った完全版ではないとしつつも「映画全体のイメージの80％、衝撃の95％は復元されています」と語っている
。

## 評価
レビュー集積サイトのRotten Tomatoesでは26 件の批評家レビューで58%の支持率を獲得しており、平均点は5.6/10となっている。
「エンターテインメント・ウィークリー」2007年3月30日号では、『エスケープ・フロム・L.A.』や『ドーン・オブ・ザ・デッド』に混じって“罪深い快楽映画”の17位にランク・インし、「スラッシャー映画のジャンルで、もっとも過小評価されている作品」と評された。また、クエンティン・タランティーノが特にお気に入りの映画として絶賛している
映画評論家のティム・ブレイトンは「『ハロウィン』以降のホラー映画は怖くないという壁を打ち破ることは出来なかったが、不気味な復讐者ハリー・ウォーデンのキャラクターに固執することで、数あるスラッシャー映画の中でも効果的なスリラーの高みには到達している」と高評価した。

## トリビア
- 出演者の1人、ニール・アフレックは後にアニメーターに転向し、『ザ・シンプソンズ』、『ファミリー・ガイ』等の制作に携わっている[10]。

- アイルランドのロックバンド、マイ・ブラッディ・ヴァレンタインのグループ名は、本作品に由来している。

## リメイク
2009年に『ブラッディ・バレンタイン3D』としてリメイクされた。主人公T.J.が鉱内での爆発事故が起きるきっかけを作った他、サラとアクセルが結婚しているなど、オリジナル版と異なる設定になっている。